# The Pitbulls (álbum)
The Pitbulls es el primer álbum de estudio de estudio del dúo Alexis & Fido, publicado el 15 de noviembre de 2005 bajo los sellos discográficos Sony BMG y Norte. El álbum contiene participaciones de artistas como Zion & Lennox, Héctor el Father, Baby Rasta, entre otros.

## Lista de canciones
| N.º   | Título                                                 | Productor(es)    | Duración |  |
| 1.    | «Bomba de tiempo (Intro)» (con Mr. Phillips)           | Nesty, Víctor    | 2:42     |  |
| 2.    | «Eso Ehh...!!»                                         | Nesty, Víctor    | 3:15     |  |
| 3.    | «El lobo» (con Héctor el Father y Baby Rasta)          | Nesty, Víctor    | 3:35     |  |
| 4.    | «Gelatina»                                             | Nesty, Víctor    | 2:44     |  |
| 5.    | «Solo un minuto»                                       | Bones            | 4:19     |  |
| 6.    | «Agárrale el pantalón» (con Zion & Lennox)             | Nesty, Víctor    | 3:09     |  |
| 7.    | «Kumbiaton»                                            | Nesty, Víctor    | 3:36     |  |
| 8.    | «Perro caliente»                                       | Nesty, Víctor    | 2:44     |  |
| 9.    | «Tu no sabes»                                          | Noriega          | 4:25     |  |
| 10.   | «Salgan a cazarnos» (con Trébol Clan)                  | DJ Joe & DJ Fat  | 3:32     |  |
| 11.   | «Tributo Borincano» (con Tony Sunshine y Mr. Phillips) | Echo, Fido       | 3:29     |  |
| 12.   | «No lo dejes que se apague»                            | Nesty, Víctor    | 2:45     |  |
| 13.   | «Quien soy»                                            | Echo & Diesel    | 2:43     |  |
| 14.   | «El tiburón» (con Baby Ranks)                          | Luny Tunes, Nely | 2:47     |  |
| 44:42 |                                                        |                  |          |  |

## Posicionamiento en listas
| Listas (2005)                        | Mejor posición |
| ------------------------------------ | -------------- |
| Estados Unidos (Billboard 200)       | 164            |
| Estados Unidos (Latin Rhythm Albums) | 2              |
| Estados Unidos (Top Heatseekers)     | 2              |
| Estados Unidos (Top Latin Albums)    | 4              |

| Lista (2006)                         | Mejor posición |
| ------------------------------------ | -------------- |
| Estados Unidos (Latin Rhythm Albums) | 18             |

## Certificaciones
| País (Certificador) | Certificación   | Ventas certificadas |
| --- | --------------- | ------------------- |
| Certificaciones de The Pitbulls                                                                                          |                 |                     |
| Estados Unidos (RIAA) | Platino (Latin) | 100 000^            |
| ^cifras de envíos basadas únicamente en la certificación xcifras no especificadas basadas únicamente en la certificación |                 |                     |